# Vom Schem Hamphoras

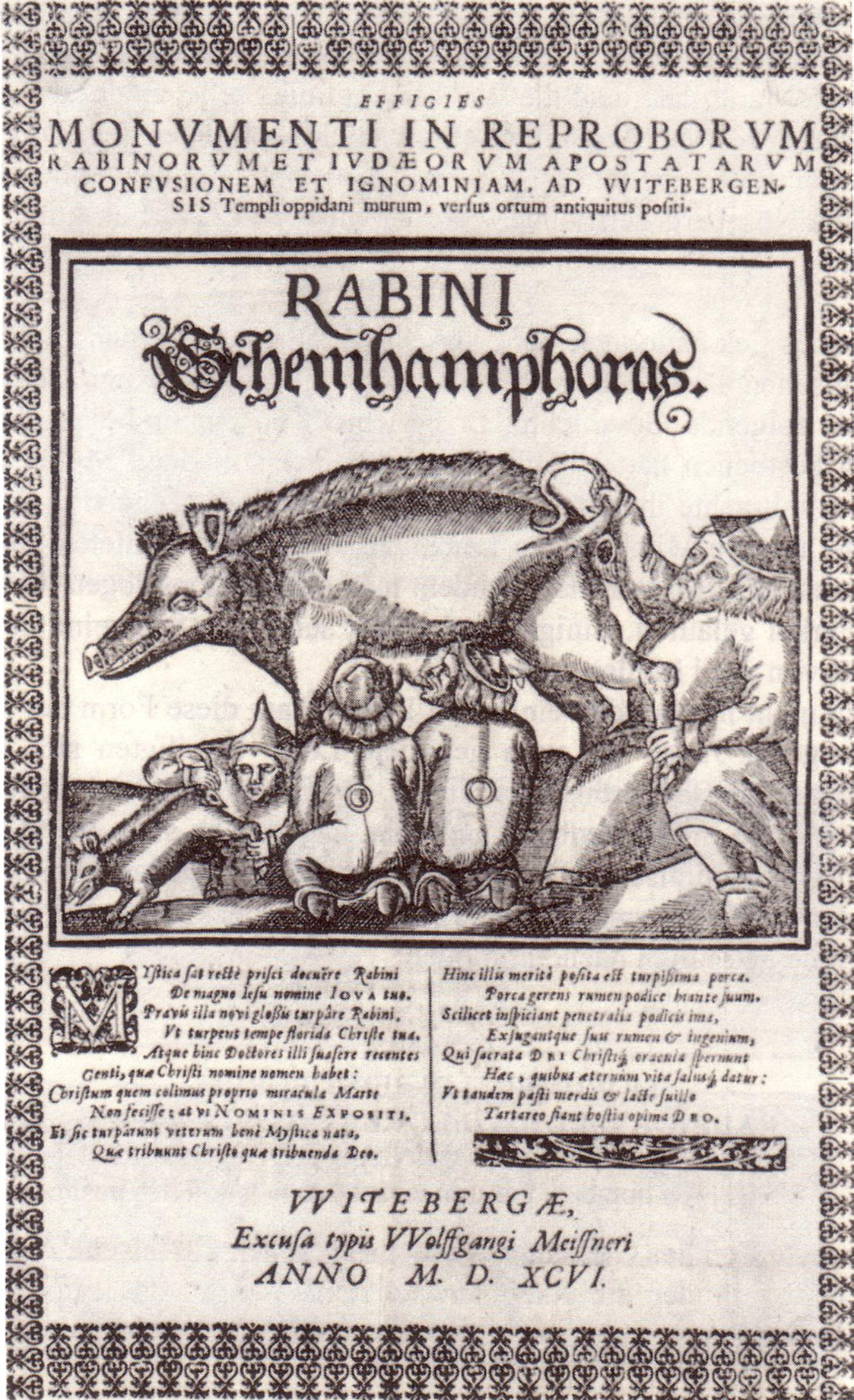
A Judensau ("porca judia") de Wittenberg numa gravura de 1596.

Vom Schem Hamphoras (em alemão:  Vom Schem Hamphoras und vom Geschlecht Christi), conhecida como Do Inefável Nome e das Gerações de Cristo, é um tratado escrito em língua alemã por Martinho Lutero em 1543 na qual ele iguala os judeus ao diabo e os descreve em linguagem ofensiva.
O título é uma zombaria com Shem HaMephorash, o termo rabínico para o inefável nome de Deus, o Tetragramaton ("YHWH"), que Lutero utiliza como um insulto aos judeus. A obra, com 125 páginas, foi escrita meses depois da publicação de "Sobre os Judeus e Suas Mentiras".

## Conteúdo
Nas palavras de Lutero:
| “ | Aqui em Wittenberg, na nossa igreja paroquial, há uma porca esculpida na pedra sob a qual estão jovens leitões e judeus mamando; atrás da porca está um rabino que está erguendo a perna direita da porca e se ergue atrás da porca, se inclina e olha, com grande esforço, para o Talmude que está abaixo da porca, como se quisesse ler e vê algo muito difícil e excepcional; sem dúvida eles conseguiram seu Shem Hamphoras daquele lugar... | ” |

Lutero argumentou que os judeus não eram mais o povo escolhido, mas sim o "povo do diabo". Uma tradução para o inglês de "Vom Schem Hamphoras" foi publicada pela primeira vez em 1992 como parte da coleção "The Jew In Christian Theology" de Gerhard Falk. Historiadores lembram que as obras de Lutero contribuíram para o antissemitismo nas províncias alemãs na época. Evidências históricas revelam que, nas décadas de 1930 e 1940, o Partido Nazista da Alemanha utilizou as obras de Lutero para aumentar o sentimento antissemita pressionando as escolas para que as incorporassem em seu currículo e as igrejas luteranas para que as incorporassem em seus sermões. Se as obras de Lutero foram a força principal por trás do antissemitismo na Europa nos últimos 500 anos ou não é atualmente um tema de intenso debate entre os historiadores.